# Anisomysis xenops
Anisomysis xenops är en kräftdjursart som först beskrevs av W. M. Tattersall 1943.  Anisomysis xenops ingår i släktet Anisomysis och familjen Mysidae. Inga underarter finns listade i Catalogue of Life.